# Clan Donald
Pour les articles homonymes, voir MacDonald.
Le clan Donald ou clan MacDonald est l'un des plus grands clans écossais. Le chef du clan, Lord MacDonald, porte le titre de Seigneur des Îles. Leur devise est per mare per terras (français: par mer par terre).

## Constitution
Le clan MacDonald comporte différentes septs ou branches (nom anglais suivi du nom gaélique en italique). Les septs sont de deux sortes selon qu'ils comportent un chef ou pas.
Les branches du clan MacDonald avec des chefs existants sont :
- MacDonald de Sleat (en) (MacUisdean) ou « Clan MacDonald North » ;
- MacDonald de Clanranald (Mac Mhic Ailean)
- MacDonell de Glengarry (en) (Mac Mhic Alasdair)
- MacDonald de Keppoch (en) (Mac Mhic Raghnaill)
- MacDonnell d'Antrim (Mac Somhairle Buidhe) : leur chef porte le titre de Earl of Antrim (comte d'Antrim)
- Clan MacAlister (MacAlasdair)

Les septs du clan Donald qui sont dépourvus de chef :
- MacDonald d'Ardnamurchan (en), ou Maclain d'Ardnamurchan (Mac Iain Aird nam Murachan)
- MacDonald de Lochalsh (en), rattachés aux MacDonald de Sleat.
- MacDonald de Glencoe (Mac Iain Abrach)
- MacDonald de Dunnyveg ou McDonnell des Glens d'Antrim ou « Clan MacDonald South » (Mac Iain Mhoir)

## Histoire

### Origine du clan
Le clan MacDonald ou Donald est l'un des plus anciens, l'un des plus grands et probablement le plus célèbre de tous les clans écossais des Highlands. L'histoire celtique du clan remonte au-delà du IVe siècle aux grands clans de l'île connue de nos jours sous le nom de Irlande.
Bien qu'ayant une ascendance irlandaise, les MacDonald ont aussi une ascendance Norvégienne-Gaëlique. Toutes ces différentes ascendances sont apparues ensemble au XIIe siècle pour former le clan écossais MacDonald ou Donald. Un homme connu sous le nom de Somerled MacGillebride MacGillamnam était le fondateur au XIIe siècle de ce qui a été appelé alors le clan Domhnaill. Ces ancêtres antiques MacDonald sont considérés comme les chefs de l'ancienne race de Conn et la lignée royale de Dalriada.
Comme le clan Mac Dougall, le clan MacDonald fait donc remonter son ascendance au roi Somerled des Îles, tué en combattant le roi Malcolm IV d'Écosse à la bataille de Renfrew (en) en 1164. Les MacDougall descendent du fils aîné survivant de Somerled, Dufgall, et c'est le troisième fils de Somerled, Ragnald ou Ranald, qui fut le fondateur du clan MacDonald.
Le fils aîné de Ranald, Domhnall ou Donald (mort après 1247), est devenu chef du principal clan MacDonald, alors que son frère, Ruairi, est devenu chef de la branche du clan MacRuaidhri ou clan Ruaidhri. Le fils de Donald, Angus Mór MacDonald était l'original « Mac » qui signifie « fils de ». Ce fut le petit-fils de Donald, Angus Og MacDonald (mort en 1330), Seigneur des Îles, qui reprit le nom de son père pour en faire celui du clan.
La génétique a prouvé que les mâles des MacDougall, des MacDonald et des MacAlister partagent primordialement le même chromosome Y qui pourrait avoir été transmis de Somerled.

### Guerre scotto-norvégienne
Les MacDonald ont épaulé les forces norvégiennes jusqu'au XIIIe siècle. Toutefois, après la défaite des Norvégiens à la bataille de Largs en 1263 contre les forces écossaises, la flotte du roi norvégien Haakon fut détruite par les manœuvres habiles du roi Alexandre III d'Écosse et du clan Mac Dougall. Trois ans plus tard, les Norvégiens laissèrent leurs dernières îles à la couronne écossaise. Angus Mór MacDonald (mort en 1296), le fils de Donald, fit alors la paix avec le roi Alexandre III d'Écosse.

### Guerres d'indépendance écossaise
Au XIVe siècle pendant les guerres d'indépendance de l'Écosse, les MacDonald ont combattu aux côtés du roi Robert le Bruce à la bataille de Bannockburn en 1314. C'était le petit-fils de Donald, Angus Og MacDonald (mort en 1330), 6e seigneur des Îles qui assura la protection de Robert le Bruce durant la bataille ; Angus y avait alors mené une petite bande d'îliens. En reconnaissance du soutien du clan MacDonald, le roi proclama que ce clan occuperait toujours la position d'honneur sur l'aile droite de l'armée écossaise.

### Confrontation avec d'autres clans

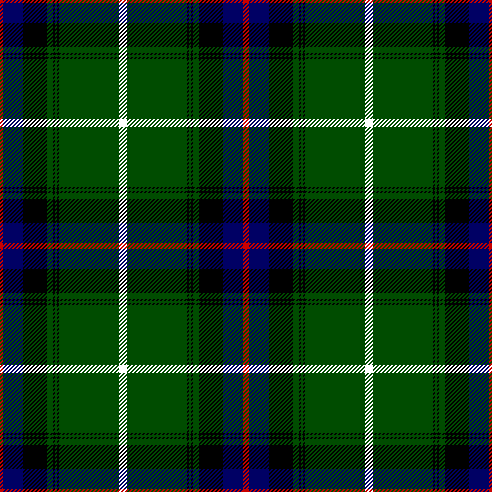
Tartan du clan MacDonald des îles (MakDonnald of Ye Ylis), publié dans le controversé Vestiarium Scoticum en 1842

En 1380, les clans Mac Lean, Mac Leod et Mac Kinnon (en), qui s'étaient alliés, furent tous vaincus dans la bataille par Domnall (ou Donald) MacDonald d'Islay (mort en 1423), défendant son droit en tant que Seigneur des Îles.

#### Comté de Ross
Le titre et le territoire du comte de Ross avaient été à l'origine tenus par le chef du clan Ross (en). Cependant le petit-fils d'Angus Og, Domhnall de Islay, seigneur des Îles, épousa la fille du comte de Ross. Plus tard, il réclama le titre de comte de Ross, dont il estimait hériter par le mariage. De son côté, le 1er duc d'Albany Robert Stuart, régent d'Écosse, tente de prendre le contrôle du comté pour sa propre petite-fille, fille du dernier comte de Ross. Ceci fut réglé par la bataille de Harlaw, le 24 juillet 1411 où la plupart des clans des Highlands soutinrent Donald en empêchant Robert Stuart et son armée de Lowlanders écossais de s'emparer du titre.
Toutefois ce fut une victoire éphémère : en 1415, le titre de comte de Ross fut perdu lorsque Murdoch Stuart, nouveau duc d'Albany et fils du précédent, saisit le château de Dingwall (en) et du reste d'Easter Ross (en). Domhnall se prépara à la guerre et se proclama « seigneur Ross », bien que Murdoch ait nommé son demi-frère John Stuart, 3e comte de Buchan, nouveau comte de Ross.
Les chefs des MacDonald redeviendront toutefois comtes de Ross. Alexander de Islay réclame le titre à la mort de John Stuart, en 1424. Il ne l'obtient qu'en 1437, à la suite d'un conflit entre le clan et Jacques Ier d'Écosse. Son fils John de Islay perd quant à lui le titre, soumis par Jacques III d'Écosse. Le successeur de John se révolte pour récupérer les territoires spoliés, mais il est défait. Jacques IV d'Écosse confisque alors définitivement le titre et le territoire des Îles en 1493. Jacques Stuart, fils de Jacques III d'Écosse et frère de Jacques IV, récupère le titre de comte en 1481 ; il est fait duc de Ross en 1488.

#### Rébellion jacobite
Lors de la Glorieuse Révolution, des Écossais venant des Lowlands, ainsi que des membres du clan Campbell, envoyés là par Guillaume III d'Orange-Nassau et menés par Robert Campbell de Glenlyon (en), vinrent rendre visite aux Maclain de Glencoe, un des septs du clan MacDonald, qui venait de faire sa soumission auprès du roi Guillaume. Ce fut le massacre de Glencoe : trente-huit hommes du clan de Glencoe furent tués par ceux à qui ils avaient accordé l'hospitalité, et quarante femmes et enfants moururent de froid après l'incendie de leurs maisons.
Le massacre, auquel quelques soldats et officiers n'avaient pas voulu participer, alimenta la cause jacobite, et détériorera durablement les relations entre MacDonald et Campbell durant les siècles qui suivirent. Il eut un effet scandaleux dans la politique écossaise vis-à-vis de ses relations avec le nouveau pouvoir. Le rapport d'une commission d'enquête conclut à la responsabilité du ministre écossais John Dalrymple, et le parlement d'Écosse déclara que l'exécution des hommes du clan MacDonald était un meurtre, recommandant au roi la condamnation des responsables du complot ainsi que le dédommagement des MacDonald survivants (ces recommandations ne furent pas suivies d'effet).

## Source
- (en) Cet article est partiellement ou en totalité issu de l’article de Wikipédia en anglais intitulé « Clan Donald » (voir la liste des auteurs).